# Pampibius paitius
Pampibius paitius är en mångfotingart som först beskrevs av Chamberlin 1911.  Pampibius paitius ingår i släktet Pampibius och familjen stenkrypare. Inga underarter finns listade i Catalogue of Life.